# J-SH09
J-SH09（ジェイ エスエイチ ゼロキュウ）はシャープが開発し、J-フォン（現・ソフトバンク）が販売していたPDC通信方式の携帯電話端末である。

## 概要
J-SH08の後継機種で、大幅なスペックアップが図られている。
今まで同社の写メール端末で利用していたカメラはCMOS方式だったが、今機種からCCD方式へと変わり、暗所での撮影に強くなった。暗所での撮影をサポートするためにモバイルライトも装備された。また、撮影モードは新たに接写モードも追加され、約5cm程度での近距離撮影が可能となった。この接写モードを活かした機能としてバーコードリーダ機能を搭載しており、JANコードとQRコードの読み取りに対応している。なお、QRコードの読み取りに関しては本端末が携帯電話端末として初の対応端末となった。
J-SH08で好評だった背面カラーディスプレイは256(=28)色から65,536(=216)色にスペックアップし、ファインダーとしての使い勝手が向上した。